# Gruvkompass
Gruvkompass är en kompass avsedd att ange riktningen till magnetiska järnmalmer.
Gruvkompassen består av en med glaslock försedd metalldosa, i vilken en magnetnål är upphängd på sådant sätt, att den kan röra sig såväl i vertikalplanet som horisontalplanet. På grund av inklinationen skulle en vanlig nål ställa sig brant lutande även på neutral mark, men då instrumentet är avsett att ge utslag endast för malmmagnetiska krafter, är på nålens sydända anbragt en motvikt så avpassad, att nålen på neutral mark ställer sig horisontell. Gruvkoppar användes för uppsökande av magnetiska järnmalmer, vilka ger sig till känna därigenom, att nålen genom inverkan avviker från sitt horisontella läge. Ju större och rikare malmen är, desto större blir nålens avvikelse.
En vidareutveckling var den så kallade bergkompassen, där nålen är rörlig huvudsakligen i horisontalplanet och man genom att iaktta nålens svängningar kan bilda sig en viss uppfattning om de krafter som påverkar den. 
Gruvkompassen ersattes redan under 1900-talet av magnetometern.